# Baggerelbe
Die Baggerelbe (streckenweise als Altarm Baggerelbe Derben bezeichnet) ist ein Altarm der Elbe beziehungsweise des Plauer Kanals und eine Wasserstraße in Sachsen-Anhalt.

## Beschreibung
Die Baggerelbe beginnt nahe dem Ort Neuderben am Pareyer Verbindungskanal, einer Bundeswasserstraße. Dieser verbindet die Elbe und den Elbe-Havel-Kanal. Hinter der Schleuse Parey zweigt die Baggerelbe ebenfalls als eigenständige Bundeswasserstraße ab. Die amtliche Abkürzung der Bundeswasserstraße in diesem Bereich lautet BEl. Sie liegt im Verantwortungsbereich des Wasserstraßen- und Schifffahrtsamtes Spree-Havel. Etwa zweihundert Meter hinter einem Abzweig mit einem Liegehafen ist die weitere Durchfahrt für die Berufsschifffahrt gesperrt. Sport- und Freizeitschifffahrt darf die Baggerelbe bis zu einem sperrenden Elbdeich im Ort Derben befahren.
Hinter dem Deich befindet sich ein isoliertes, nicht schiffbares, nur mit kleinen Booten befahrbares Teilstück der Baggerelbe, welches nochmals vom Mündungsarm durch einen Damm abgeriegelt ist. Der Mündungsarm zur Elbe ist wiederum Bundeswasserstraße. Seine amtliche Bezeichnung lautet Altarm Baggerelbe Derben (ABElD). Er liegt im Verantwortungsbereich des Wasserstraßen- und Schifffahrtsamtes Magdeburg. Am Ostufer liegt die Schiffswerft Hermann Barthel.
Die Baggerelbe liegt vollständig im EU-SPA-Gebiet Elbaue Jerichow (SPA0011).

## Geschichte
Die Baggerelbe hat ihren Namen von ständig durchzuführenden Baggerarbeiten. Der alte Elbarm war Mündungsarm des 1743 bis 1745 gebauten Plauer Kanals. Durch Versandung kam es immer wieder zu Tauchtiefenprobleme, sodass wiederholt die Fahrrinne freigebaggert werden musste. Zwischen 1883 und 1891 wurde schließlich die Mündung des Plauer Kanals, heute Teil des Pareyer Verbindungskanals, etwa 3,5 Kilometer elbaufwärts verlegt, wodurch die Baggerelbe entstand.